# Rediviva peringueyi
Rediviva peringueyi är en biart som först beskrevs av Heinrich Friese 1911.  Rediviva peringueyi ingår i släktet Rediviva och familjen sommarbin. Inga underarter finns listade i Catalogue of Life.